# 篷布
篷布（或称防水布）是一种高强度、具有良好韧性及柔软程度的防水材料，常被用作帆布（油画布）、带聚氨酯涂层的涤纶或制作成聚乙烯类塑料。篷布通常在角部或边缘有坚固的索环，以方便用来穿绳索捆绑、悬挂或覆盖。
目前价格低廉的篷布大多由聚丙烯编织制作，因聚丙烯工艺在篷布制作过程中的广泛使用，因此篷布也被称作为“聚篷布”（polytarp）

常用尺寸：
6'x8'
8'x10'
10'x12'
12'x14'
12'x20'
14'x16'
16'x12'
16'x20'
18'x24'
20'x20'
20'x30'
厚度：3-10mm